# Talego pon pon
Talego pon pon es el nombre del segundo trabajo del grupo español Narco, procedente de la provincia de Sevilla. El álbum fue lanzado al mercado en 1999.

## Canciones
| N.º | Título                                         | Duración |  |
| 1.  | «Tu dios de madera»                            | 4:39     |  |
| 2.  | «A cada paso»                                  | 3:22     |  |
| 3.  | «Siempre enmarronao»                           | 3:15     |  |
| 4.  | «Patrulla de vecinos»                          | 3:02     |  |
| 5.  | «Viejo Lobo»                                   | 2:59     |  |
| 6.  | «Asesino del pueblo»                           | 2:42     |  |
| 7.  | «Polvo de muerte»                              | 5:00     |  |
| 8.  | «La yerba del diablo»                          | 4:07     |  |
| 9.  | «Ambiente cadáver»                             | 4:13     |  |
| 10. | «La cucaracha» (Versión del grupo Dog Eat Dog) | 1:40     |  |
| 11. | «Guasa»                                        | 2:55     |  |
| 12. | «Falsa confusión»                              | 3:55     |  |
| 13. | «Bocabú»                                       | 2:13     |  |

## Personal
- Vikingo M.D. – voz
- Chato Chungo – voz
- Diablero Diaz – guitarra
- Amnésico – bajo
- Abogado del Diablo – DJ
- Manipulador – batería

## Curiosidades
- El sample utilizado en la canción Tu Dios de madera está extraído de la película La Buena Vida de David y Fernando Trueba.
- Colaboración de Ramiroquai (Hechos Contra el Decoro) en "Viejo Lobo".

- Datos: Q9081578